# Чунгха
Ким Чунг-Ха (на корейски: 김청하, рождено име Ким Чан-Ми [김찬미]; 9 февруари, 1996), позната като Чунгха, е южнокорейска певица, танцьорка, композиторка и хореографка. Завършва на 4-то място в шоуто Mnet's girl group Produce 101, и става член на сформираната като резултат от шоуто момичешка група I.O.I.

## Биография
Чунг-Ха е родена на 9 февруари 1996 г. в Южна Корея. За 8 години е живяла в Далас, щата Тексас, под английското име Ани Ким, преди да се завърне в Южна Корея и да стане певица. Така тя успява да говори свободно корейски и английски. Завършва Университета в град Седжон, специалност „танци“. Явява се на прослушване за YG Entertainment преминава през тренировъчната програма на JYP Entertainment, след което се присъединява към настоящата ѝ агенция MNH Entertainment. Ким тренира 3 години, преди да дебютира. Поради финансови причини тя споделя, че поради финансови причини е била близо до отказване от танцовите репетиции

## Кариера

### 2016 – 2017: Produce 101, I.O.I, солов дебют с песента „Hands on Me“
От 22 януари до 1 април, Ким представлява MNH Entertainment в реалити шоуто Produce 101. Там тя завършва на 4-то място и на 4 май прави своя дебют с момичешката група I.O.I, като издава миниалбума Chrysalis. На 10 юни от YMC Entertainment разкриват, че Чунг-Ха е една от седемте певици в подгрупата, избрана за втория им сингъл „Whatta Man“, издаден през лятото на 2016 г. 3 отбора са били избрани да направят хореографията за песента, като нейният е спечелил. Песента постига голям комерсиален успех и достига до номер 2 в Gaon Digital Chart. Чунг-Ха е част от I.O.I но фестивала Lotte World Youth през 2016. На 30 юни се анонсира, че Чунг-Ха ще участва в корейската драма Entourage, заедно със своята колежка от групата им. На-Йонг. На 24 юли тя се записва за участие в шоуто Hit The Stage. На 17 август Чунг-Ха издава сингъла „Flower, Wind and You“ заедно с другите членки на групата Чой Йо-Юнг и Джнн Йо-Юнг, както и Ки Хю-Хеон от групата DIA Видеоклипа към песента е издаден в канала на MBK Entertainment в YouTube. На 21 декември от MNH Entertainment потвърждават, че тя ще дебютира като солов артист в началото на 2017 година. На 23 декември, заедно с Хьо Джунг-Йон и Ооон от HALO, издават коледната песен „Snow in This Year“, която е включена в корейската драма „My Fair Lady“. На 10 януари 2017 г. Чунг-Ха е избрана да участва в шоуто EBS' Ah! Sunday – A Running Miracle. Там тя показва на публиката как да влезе във форма чрез фитнес упражнения и джогинг, като помага на един от отборите да се пребори с поставените от сценаристите предизвикателства. На 21 април издава сингъла „Week“, през официалния профил на M&H Entertainment в YouTube. На 7 юни следва издаването на дебютния ѝ албум, озаглавен Hands on Me, с водещ сингъл „Why Don't You Know“. Впоследствие Чунг-Ха участва в самостоятелния дебютен албум на Самюел Ким, озаглавен Sixteen с парчето „With U“, както и в сингъла на Babylon, „La La La“. На 3 септември тя наследява Kisum като DJ в радиопрограмата на EBS Listen. На 22 ноември излиза първия епизод на собственото ѝ риалити шоу Chungha's Free Month, излъчено по YouTube и NaverTV.

### След 2018 г.: Offset, Blooming Blue, Gotta Go, и Flourishing
Чунг-Ха издава своя втори албум на 17 януари 2018 г., който носи името Offset. Той съдържа 5 песни, включително и хита „Roller Coaster“. На 26 юни от MNH Entertainment потвърждават, че тя ще издаде своя трети миниалбум на 18 юли, който ще се казва Blooming Blue, с водещ сингъл „Love U“. На 8 август е обявено, че Чунг-Ха ще се присъедини към сборна група наречена Station Young, заедно със Сюлги от Red Velvet, Сойон от (G)I-dle и СинБи от GFriend. Те издават сингъла „Wow Thing“ на 28 септември. Тя става посланик на Южна Корея на Архитектурния филмов фестивал в Сеул през октомври 2018 г. На 16 декември Чунг-Ха, заедно с Юсунг от Super Junior издават песента „Whatcha Doin'“, като видеоклипа излиза същия ден. На 2 януари 2019 г. тя издава сингъла Gotta Go. На 9 януари Чунг Ха печели първата си награда – MBC Music's Show Champion. Тя участва в новия сингъл „Live“ на члена на групата Рави от групатаVIXX, който е издаден на 18 февруари 2019 г. Чунг-Ха издава четвъртия си албум Flourishing на 24 юни 2019 г., като видеоклипа към песента „Snapping“ излиза същия ден. „Snapping“ достига до първото място в предаването Show Champion на 3 юли 2019 г. През август тя се присъединява към артистите, написали саундтрака към телевизионния филм Hotel del Luna. Песента, озаглавена „At the End“ е издадена на 3 август 2019 г. Заедно с Grizzly работи по сингъла „Run“, който е издаден на 22 август същата година, а с Mommy Son издават през септември сингъла „Fast“, посветен на ежегодния маратон в гр. Сеул. През октомври 2019 г., Чунг-Ха, заедно с рапъра Rich Brian издават сингъла „These Nights“. Песента влиза в албума с компилации „Head in the Clouds II“ издаден от компанията „88rising“.

## Влияния
Чунг-Ха заявява, че певицата IU е нейният модел за подражание. Тя се възхищава на начина, по който един артист е в състояние да пее, танцува и има огромно сценично присъствие на сцената.

## Рекламни договори и кампании
Чунг-Ха подкрепя различни видове продукти – от електроника до дрехи и козметика. Първият ѝ рекламен договор е с Nike, за кампанията „Nike x W Korea“, в която участва заедно с певицата Amber Liu и танцьора May J Lee през 2017 г.